# Guinda (Diamantina)
Guinda é um distrito do município brasileiro de Diamantina, no interior do estado de Minas Gerais. Segundo o censo demográfico de 2022, realizado pelo Instituto Brasileiro de Geografia e Estatística (IBGE), sua população era de 1 075 habitantes e havia 415 domicílios particulares permanentes ocupados. Possui área de 188,06 km² conforme a Fundação João Pinheiro (FJP). Foi criado pela lei estadual nº 401 de 14 de setembro de 1905.
De acordo com o IBGE, em 2010 a população era de 533 habitantes e havia 308 domicílios particulares.